# Mont de Venus
En anatomia, el mont de Venus és la regió púbica de la dona, que està situada per davant i per damunt de la vulva, sobre la símfisi púbica. També és anomenat pentenill. És com un coixinet adipós que descansa sobre la cara anterior de la símfisi púbica de la dona. A més del pèl púbic, el mont de Venus està proveït de glàndules sebàcies i glàndules sudorípares. Sol estar més elevada en les dones i en la gent gran. Correspon a la part inferior de l'hipogastri, a l'abdomen.
Venus és el nom d'una deessa de la mitologia romana relacionada amb l'amor, la bellesa i la fertilitat, de manera que també se l'anomena "mont de l'amor". Aquesta part de l'anatomia femenina ha estat present al llarg de la història de l'art, cosa que es pot apreciar, per exemple, en les pintures de diversos artistes renaixentistes.